# Mariana Falace
Mariana Falace, nome d'arte di Maria Falace (Castellammare di Stabia, 6 luglio 1994), è un'attrice italiana.

## Biografia
Ha trascorso la sua infanzia e adolescenza nella sua città natale fino al trasferimento a Roma nel 2018, quando ha deciso di studiare recitazione presso il "Duse International”, fondato da Francesca De Sapio.
La sua passione per la recitazione è stata scoperta all'età di sei anni, quando ha assistito alla prima di un'opera del drammaturgo inglese William Shakespeare al Theatre Royal Drury Lane a Covent Garden, Londra, insieme a suo nonno.
Ha iniziato gli studi universitari e ha conseguito la Laurea in Economia Aziendale. Oltre a ciò, ha avuto alcune esperienze come modella per stilisti come Donatella Versace e l'azienda di scarpe di lusso Sergio Rossi, oltre a uno shooting per la rivista GQ.
Nel 2018 partecipa al reality show Grande Fratello. Dopo l'esperienza al reality, ha seguito un corso di perfezionamento a Milano con il regista Giovanni Veronesi.
Recita nel film Gli anni più belli di Gabriele Muccino, uscito nelle sale il 13 febbraio 2020.
Nel 2019 recita nel film di Carlo Verdone Si vive una volta sola. Nello stesso anno ottiene il ruolo di co-protagonista nel film autobiografico Il rumore delle immagini.
Il 2020 è protagonista del cortometraggio Open Your Eyes di Gabriele Muccino, presentato in occasione della 15ª Edizione della Festa del Cinema di Roma.
Nel corso dell'anno successivo, ha fatto parte del cast della serie A casa tutti bene – La serie di Gabriele Muccino,
Nello stesso anno, è nel cast del film di Paolo Sorrentino nel film È stata la mano di Dio in cui interpreta la vita del diciassettenne Fabietto Schisa.
Nel 2022 ha preso parte alle riprese del film Lovita, diretto da Vito Vinci. Successivamente, nel settembre dello stesso anno, è stata presente sul set del film Un weekend particolare, scritto e diretto da Gianni Ciuffini.
Nel 2024, ha partecipato alle riprese del film Muori di lei, diretto da Stefano Sardo.
Nel 2025, entra nel cast della serie televisiva Sara - La donna nell'ombra diretta da Carmine Elia, tratta dalle opere letterarie di Maurizio de Giovanni.

## Filmografia

### Cinema
- Gli Anni più belli, regia di Gabriele Muccino (2020)
- Si vive una volta sola, regia di Carlo Verdone (2020)
- Il rumore delle immagini, regia di Cristian Goffredo Miglioranza (2020)
- È stata la mano di Dio, regia di Paolo Sorrentino (2021)
- Lovita, regia di Vito Vinci (2022)
- Un weekend particolare, regia di Gianni Ciuffini (2023)
- Muori di lei, regia di Stefano Sardo (2025)

### Televisione
- A casa tutti bene – La serie, regia di Gabriele Muccino (2021 - in corso)
- Sara - La donna nell’ombra, regia di Carmine Elia, episodi 1x02-1x05-1x06 (2025)

## Videoclip
- Viento di Gianluca Vacchi (2017)
- Open Your Eyes, regia di Gabriele Muccino (2020)